# Апситис, Вайделотис
Ва́йделотис Я́нович А́пситис (латыш. Vaidelotis Apsītis; 12 ноября 1921 — 26 мая 2007) — латвийский советский архитектор, главный архитектор Риги (1959—1960), автор планов городского развития Риги. Кавалер Ордена Трёх звёзд.

## Биография
Родился 12 ноября 1921 года в семье агронома, впоследствии профессора Латвийской сельскохозяйственной академии Яниса Апситиса и получил от национально воодушевлённых родителей красивое мифическое имя Вайделотис. По примеру отца, получившего образование во Франции, и при помощи матери-француженки начал изучать французский язык. Учился в Рижском Французском лицее и в лицее Шамполеон во французском Гренобле. Во время Великой Отечественной войны и оккупации Латвии нацистами был призван в Латышский легион СС, служил в 19-й гренадерской дивизии и окончание войны встретил в Курляндском котле, в Лиепае.
Как явствует из рассказов Апситиса о прошлом, ему удалось скрыться и добраться до родителей в Риге, якобы потеряв документы. Невзирая на службу в легионе, с помощью друга отца, председателя Президиума Верховного Совета Латвийский ССР Августа Кирхенштейна ему оформили новые документы, и он был зачислен в Латвийский государственный университет на архитектурный факультет. В 1949 году начал работать архитектором, в 1957 году был принят в Союз архитекторов Латвийской ССР.
С 1958 по 1960 год был главным архитектором Риги. Вместе с А.Рейнфельдом участвовал в проектировании станции Московского метро «Рижская» (1958), вместе с О. Тилманисом в проектировании высотного здания и конференц-зала Академии наук Латвийской ССР, руководил разработкой генерального плана Риги (1959). Стал доцентом архитектурного факультета Рижского политехнического института.
В 1960 году из-за «неподходящей», как указывал впоследствии сам архитектор, биографии освобождён от должности главного архитектора Риги, однако продолжил руководить бюро Генплана и работать в институте Латгипрогорстрой Архитектурного управления Совета министров Латвийской ССР, который был его единственным местом постоянной работы всю жизнь. Проектировал здание общежития Латвийской сельскохозяйственной академии в Елгаве, универмаги в Слоке, Плявиняс, Балви, множество жилых домов и дач.
Под руководством Апситиса были разработаны планировочная документация для пригородной зоны Риги, размещения объектов отдыха на взморье, планирование Елгавы, Резекне, Даугавпилса, предложения для малоэтажной жилой застройки и домов отдыха и санаториев в окрестностях Риги. Он руководил проектированием многих жилых микрорайонов Риги: Югла, Пурвциемс, Плявниеки, Золитуде и т. д.

## Известные постройки
- Универмаг в Валмиере. Одно из первых общественных зданий, построенных в городе после Великой Отечественной войны. Авторами проекта (1951) были также Петерис Саулитис (1910—2000), Артур Рейнфельд (1911—2003). Земельный участок в центре города местному потребительскому обществу выделили в конце того же года, строительство продолжалось с 1953-го по 1955 год. Общая стоимость богато украшенного здания составила 786 тысяч рублей. Первые два этажа предназначались для торговли, третий — для административных нужд. Фасад здания украсили колонны ионического ордера. Интерьеры первого этажа были отделаны дубовыми панелями с латышскими этнографическими мотивами[4].

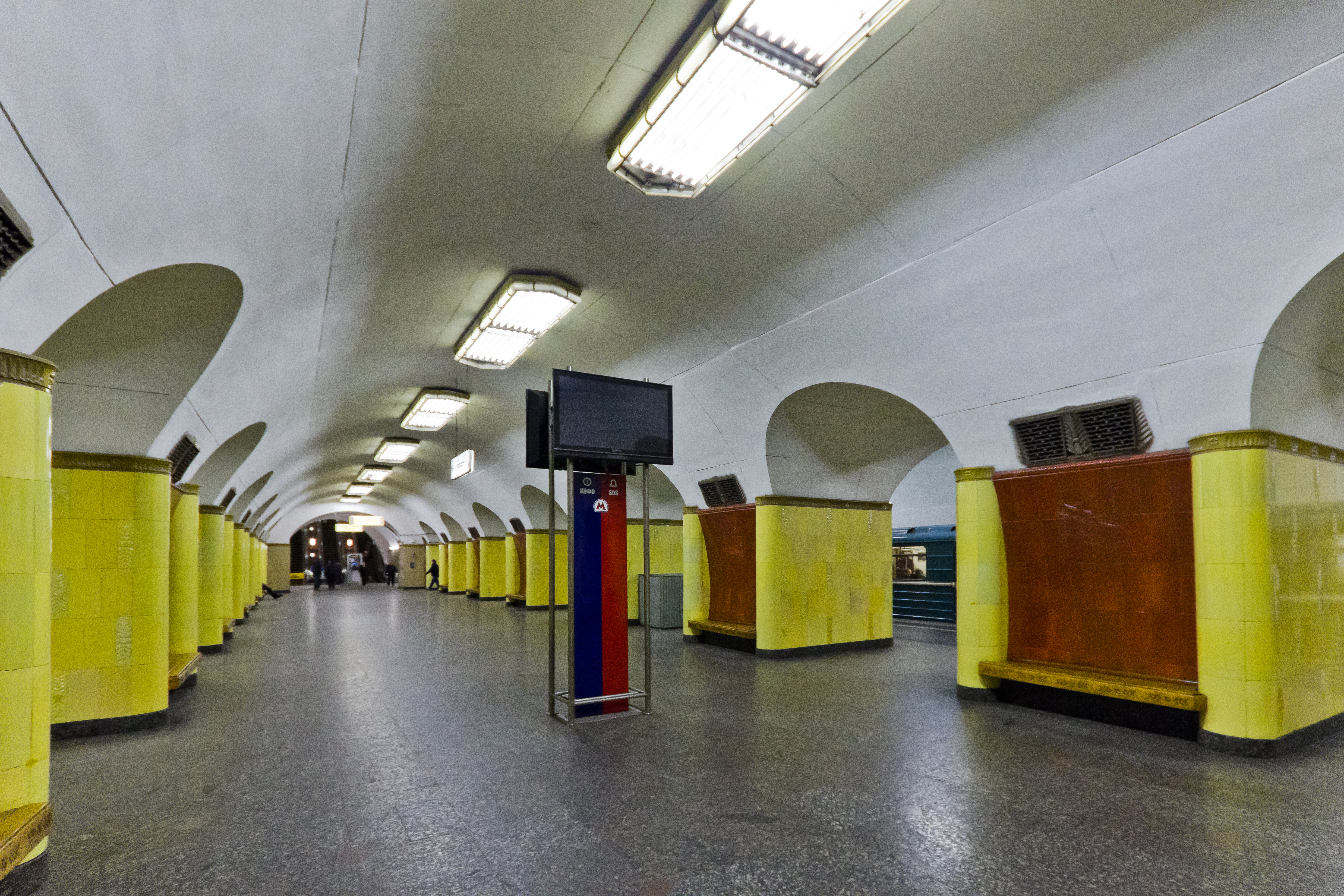
Москва. Станция метро «Рижская» (Калужско-Рижская линия)

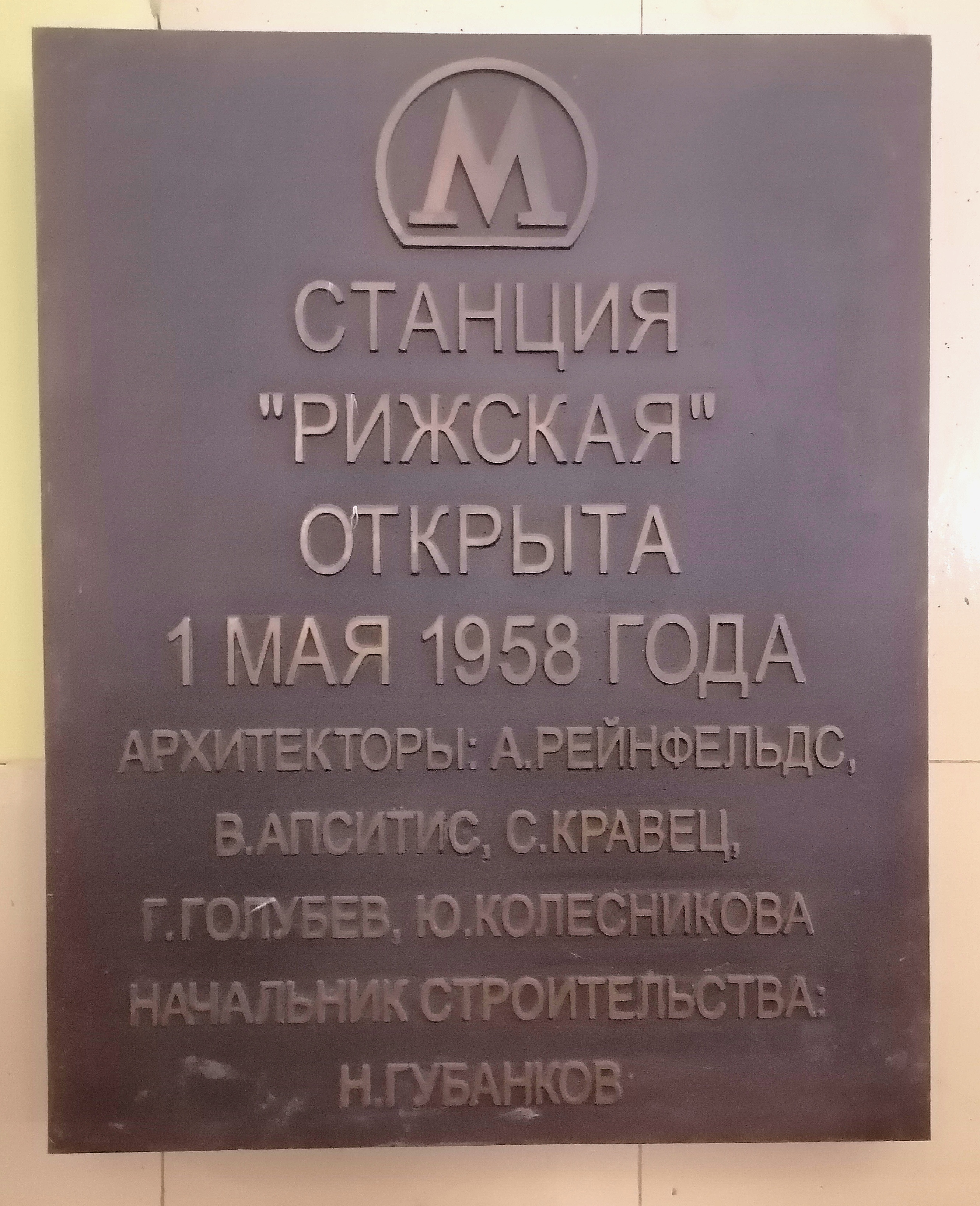
Доска на станции метро «Рижская»

- «Рижская» — станция Московского метрополитена (1958)[5]. Архитектурное решение в национально-романтическом стиле вместе с Артуром Рейнфельдом. В создании станции участвовали С. Кравец, Г. Голубев, Ю. Колесникова. Стены станции впервые в оформлении московского метрополитена были облицованы керамической плиткой яично-жёлтого цвета, имитирующей янтарь или липовый цвет, нижняя часть — керамической плиткой чёрного цвета[3].
- Здание Академии наук Латвии (1958). В этом здании Апситис больше всего проявил себя в оформлении интерьеров Большого зала — украшений, уникальных люстр и кованых металлических деталей, в том числе дверных ручек[2].

## Общественная деятельность
В. Апситис активно участвовал в общественной жизни. Работал в Комитете братских кладбищ, стал членом его правления. Многие годы сотрудничал с журналом «Zinātne un Tehnika» («Наука и техника») и был членом его редколлегии, состоял в правлении Дома работников искусств, вёл архитектурный лекторий.
В 1991 году стал президентом Гильдии друзей Латвийской национальной оперы и выполнял обязанности президента и члена фонда благотворительной акции «Opera!».
Прочитал не менее 300 лекций об архитектуре и городском строительстве на телевидении и радио. В прессе РСФСР, Латвийской ССР, Франции и Швейцарии опубликовано около 450 статей Апситиса на профессиональные темы, а также путевые заметки.
В. Апситис был выдвинут в почётные члены Академии наук Латвии, Союза архитекторов и Комитета братских кладбищ.

### Монографии
- Рижское Братское кладбище / Brāļu kapi (Рига: Zinātne, 1982 и 1995)[6]
- Kārlis Zāle (Рига: Liesma, 1988. — ISBN 5-410-00439-6).[2]
- Brīvības piemineklis (Рига: Zinātne, 1993)[2].